# Kristijan Jakić
Kristijan Jakić (Split, 1997. május 14. –) világbajnoki bronzérmes horvát válogatott labdarúgó, az Augsburg játékosa kölcsönben az Eintracht Frankfurt csapatától.

## Pályafutása

### Klubcsapatokban
A Mračaj Runović, az Imotski és az RNK Split korosztályos csapataiban nevelkedett, majd az utóbbiban lett profi. 2015. december 20-án debütált az Osijek elleni bajnoki találkozón a 66. percben Miloš Vidović cseréjeként. 2017 májusában jelentették be, hogy a Lokomotiva Zagreb csapatába igazolt. 2018-ban kölcsönbe került az Istra csapatához, majd miután visszatért a Zágrábhoz, csapata egyik legjobb formában játszója lett. 2020. július 24-én a városi rivális Dinamo Zagreb 1,2 millió euróért szerződtette. Szeptember 12-én a Hajduk Split ellen debütált. November 8-án első gólját szerezte meg az Istra ellen, valamint két gólpasszt is jegyzett.
2021. augusztus 30-án kölcsönbe került a német Eintracht Frankfurt csapatához vételi opcióval. Szeptember 12-én a VfB Stuttgart elleni 1–1-re végződő bajnoki mérkőzésen debütált. December 12-én első bajnoki gólját is megszerezte a Bayer Leverkusen ellen. A 2022-es Európa-liga-döntőben a skót Rangers ellen büntetőkkel nyerték meg a sorozatot. 2022. május 29-én a klub élt opciós jogával és négy évre szerződtették őt.
2024. január 19-én vételi opcióbal kölcsönbe került az Augsburg csapatához.

### A válogatottban
Részt vett a 2016-os U19-es labdarúgó-Európa-bajnokságon. 2021. október 8-án debütált a felnőtt válogatottban Ciprus elleni 2022-es labdarúgó-világbajnokság-selejtező mérkőzésen. Novemberben bekerült a 2022-es labdarúgó-világbajnokságra utazó keretbe.

## Statisztika

### A válogatottban
2022. december 17-i állapot szerint.
| Válogatott   | Szezon   | Mérkőzés | Gól |
| ------------ | -------- | -------- | --- |
| Horvátország | 2021     | 2        | 0   |
| Horvátország | 2022     | 3        | 0   |
| Összesen     | Összesen | 5        | 0   |

## Sikerei, díjai
Dinamo Zagreb
- Horvát bajnok: 2020–21
- Horvát kupa: 2020–21[20]

 Eintracht Frankfurt
- Európa-liga: 2021–22